# 畠山基国
- 畠山 基国
- 畠山 基國

畠山 基国（はたけやま もとくに）は、南北朝時代から室町時代の武将・守護大名。室町幕府の6代管領。家系は足利氏一門の畠山氏。基国は畠山氏で初めて管領となった人物であり、室町時代に畠山氏が三管領家となったことから、畠山氏の中興の祖と言われている。
侍所頭人、引付頭人、越前国・越中国・河内国・能登国・紀伊国・山城国守護などを歴任した。通称は三郎。官途は右衛門佐（『続群書類従』では、左衛門佐）、右衛門督。法名は徳元。

## 生涯
畠山義深の嫡男。子に満家、満慶（満則）がいる。「基」の字は初代鎌倉公方・足利基氏より偏諱の授与を受けたものとされているが、活動としては基氏の兄・義詮から続く足利将軍家に仕えた。
天授2年/永和2年（1376年）に侍所頭人に就任、天授5年/康暦元年（1379年）に父が死去したため越前守護を継承した。同年の康暦の政変で管領となった斯波義将と越中を交換、越中守護に代わった。また、能登は当初は吉見氏頼、次いで本庄宗成が守護職であったが、いずれも失脚したため元中8年/明徳2年（1391年）に基国が守護となり、以後畠山氏の分国となった。
弘和2年/永徳2年（1382年）2月、将軍・義満から楠木正儀追討を命じられ、正儀に代わって河内国守護に就任した。『津川本畠山系図』では、居城・若江城の他、飯盛城、八尾城、竜泉城などをつくったことが記されている。ただし、『藤井寺市史』では、最終的な結論として、本拠は不明としている。
明徳3年（1392年）1月、楠木正勝の守備する千早城は落城し、正勝らは大和国の吉野十津川方面へと逃走した。楠木氏は60年以上続いた最も象徴的な根拠地を失ったのと同時に、畠山氏は名実共に河内国の支配者となった。
また、元中8年/明徳2年に山名氏が蜂起した明徳の乱では幕府方の一員として参陣。翌年から応永元年（1394年）まで侍所頭人に再任、山城国守護も兼任した。応永5年（1398年）8月5日、管領に任じられた。同12年（1405年）8月まで務めた。
応永6年（1399年）10月に大内義弘が蜂起した応永の乱でも戦った。同年11月29日の戦闘では、基国・満家父子が先陣を務めた。戦後、義弘の領国だった紀伊国を与えられた。
応永9年（1402年）から翌応永10年（1403年）まで、山城国守護に再任された。これにより、基国の分国は、山城国、河内国、紀伊国、能登国、越中国となった。また、この他に、『両畠山系図』では、摂津国欠郡（『大阪府史』では、東成郡、あるいは、同郡及び住吉郡と推測している）と大和国宇智郡の分郡守護であったことが記されている。
応永13年（1406年）1月10日、死去。53歳。嫡男の満家が当時失脚していたため、家督は次男の満慶が継いだ。法号は長禅寺殿春岩徳元。後に満慶は満家に家督を譲り能登一国を領有、子孫は分家として満家の系統の本家を支えていった。

## 辛国神社
大阪府藤井寺市にある神社。河内国守護だった基国が社領200石を寄進し、奈良から天児屋根命を勧請して春日社と称するようになった。明治時代になって辛国神社と改称した。

## 偏諱を与えた人物
- 遊佐国長 - 家臣・守護代（河内国・越中国）。法名は長護。基国・満家父子に臣従して活動した[19]。
- 遊佐国盛 - 国長の子か。満家の代に守護代を務める。
- 吉見国頼 - 吉見氏。前述の吉見氏頼の甥にあたる。

## 基国の代の内衆（家臣団）
明徳3年（1392年）8月28日、相国寺の仏殿が完成した際、将軍義満以下、幕府の大名などが多数参列した。このとき、基国に従った内衆（家臣団）は以下の通りである。
遊佐国長（河内守）、遊佐助国（豊後守）、斎藤基則（次郎）、隅田家朝（彦次郎）、遊佐基光（孫太郎）、古山胤貞（次郎）、神保国久（宗三郎）、飯尾清政（善六）、遊佐家国（五郎）、門真国康（小三郎）、三宅家村（四郎）、三宅慶明（次郎）、誉田孫次郎、酒匂国頼（次郎）、斎藤利久（彦五郎）、斎藤国家（四郎）、槇島光基（次郎左衛門尉）、槇島光貞（三郎）、杉原貞平（五郎）、井口奉忠（彦五郎）、斎藤利宗（次郎左衛門尉）、佐脇久隆（孫五郎）、椎名長胤（次郎）、吹田国通（孫太郎）、斎藤利房（孫左衛門尉）、松田秀久（孫左衛門尉）、稲生基宗（平左衛門尉）、和田正友（太郎）、神保氏久（肥前守）、神保国氏（四郎左衛門尉）